# 兵庫県道289号東中下板井線
兵庫県道289号東中下板井線（ひょうごけんどう289ごう ひがしなかしもいたいせん）は、兵庫県丹波市から丹波篠山市に至る一般県道である。

## 概要
丹波市春日町東中から丹波篠山市下板井に至る。佐仲峠は自動車通行できない。

### 路線データ
- 起点：丹波市春日町東中（兵庫県道69号春日栗柄線交点）
- 終点：丹波篠山市下板井（兵庫県道・京都府道97号篠山三和線交点）
- 総延長：7.809 km

## 地理

### 通過する自治体
- 丹波市
- 丹波篠山市

### 交差する道路
| 交差する道路                     | 市町村名   | 交差する場所 | 交差する場所 |
| -------------------------------- | ---------- | ------------ | ------------ |
| 兵庫県道69号春日栗柄線           | 丹波市     | 春日町東中   | 起点         |
| 通行不能区間                     |            |              |              |
| 兵庫県道・京都府道97号篠山三和線 | 丹波篠山市 | 下板井       | 終点         |

### 沿線
- 鏡岩
- 佐仲ダム

### 峠
- 佐仲峠（丹波市 - 丹波篠山市）